# Santiago Niño Becerra
Santiago Niño Becerra   (Barcelona, 2 de juny de 1951) és un economista català. Ha exercit diversos càrrecs en empreses de l'àmbit siderúrgic i des de l'any 1994 és catedràtic d'Estructura Econòmica a la Universitat Ramon Llull de Barcelona.

## Formació, treball i docència
Niño Becerra va estudiar a la Universitat de Barcelona. Al 1980 publica la seva tesi doctoral sota el títol La teoria general de sistemes. Una aproximació a les unitats econòmiques de producció amb estudi aplicat al sector siderúrgic, dirigida per Pere Voltes Bou.
Ha ocupat diversos llocs i càrrecs en empreses, fonamentalment del sector siderúrgic, fins a l'any 1992. Des del 1994 és Catedràtic d'Estructura Econòmica i professor a la Facultat d'Economia de l'Institut Químic de Sarrià (IQS) de la Universitat Ramon Llull de Barcelona.

## Teoria sobre el nou crac econòmic de 2010
Santiago Niño Becerra va vaticinar al seu llibre El crash del 2010 —traçant cert paral·lelisme amb el crac del 29— una profunda crisi econòmica i una posterior i llarga depressió que pot durar fins al 2020. Segons la seva tesi el començament d'una gran recessió o fallida es produiria el 2010—contra pronòstic d'altres autoritats econòmiques com el FMI que preveien un increment del PIB mundial del 3,1% per al 2010 i 4,2% per al 2011— i no hi hauria recuperació, sinó que fins al 2012 la recessió continuaria agreujant-se. Al 2015 la recessió s'atenuaria i segons Niño Becerra els seus efectes no desapareixeran fins al 2020.

## Crítiques a la seva teoria sobre el nou crac
Els detractors de Niño Becerra consideraven que les seves tesis no es fonamentaven de dades empíriques, i que més aviat estaven sustentades en prediccions basades en futurologia o astrologia
Es veien com exagerats els seus pronòstics que afirmaven que es produiria un augment de l'atur amb taxes de desocupació de fins al 20% i fins i tot el 30%; i que el preu del petroli tocaria els 250 dòlars l'any 2015.
No obstant, el temps va donar la raó a Niño Becerra en aquest punt (es va arribar a registrar més d'un 28% d'atur el 2013), però no va ser així amb el preu del petroli, que el 2015 va registrar preus mínims.

## Publicacions
Articles
- Santiago Niño Becerra, Mónica Martínez Blasco, preus dels béns de consum habitual: els casos de les ciutats de Boston i Barcelona], Butlletí econòmic d'ICE, Informació Comercial Espanyola, ISSN 0214-8307, N º 2830, 2005, pags. 9-16.
- Santiago Niño Becerra, Mónica Martínez Blasco, L'accés a Internet en l'entorn europeu], Butlletí econòmic d'ICE, Informació Comercial Espanyola, ISSN 0214-8307, N º 2852, 2005, pags. 11-18
- Mónica Martínez Blasco, Santiago Niño Becerra,L'economia de l'educació a la UE-25 (1999-2002), Alta direcció, ISSN 0002-6549, Any n º 41 42, N º 243-244, 2006, pags. 73-82
- Santiago Niño Becerra, Mónica Martínez Blasco, La UE-25 i la fiscalitat dels combustibles d'automoció], Butlletí econòmic d'ICE, Informació Comercial Espanyola, ISSN 0214-8307, N º 2840, 2005, pags. 23-29

Llibres
- Niño Becerra, Santiago, El crash del 2010, Editorial 'Els llibres del linx', 2009, ISBN 978-84-937038-0-6[15]
- Niño Becerra, Santiago, Diario del crash, Editorial Los libros del lince, 2013, ISBN 978-84-15070-34-4
- Niño Becerra, Santiago, Más allá del crash, Editorial Los libros del lince, 2011, ISBN 978-84-15070-15-3
- Niño Becerra, Santiago, La economía. Una Historia muy personal, Editorial Los libros del lince, 2015, ISBN 978-84-15070-49-8

Presentacions
- Niño Becerra, Santiago, El crash del 2010 Arxivat 2010-07-05 a Wayback Machine., VI Fòrum GT, AUSAPE, 2010.
- Fernández, Inma i Niño Becerra, Santiago, El gran crash, 2011, Círculo Atenea.
- Niño Becerra, Santiago i Fernández, Inma,Les grans crisis socioeconòmiques de l'era de Peixos, al Congrés d'astrologia de Barcelona,[11] 2005.